# Buddleja hieronymi
Buddleja hieronymi är en flenörtsväxtart som beskrevs av R. Fries. Buddleja hieronymi ingår i släktet buddlejor, och familjen flenörtsväxter. Inga underarter finns listade i Catalogue of Life.